# 德勒 (蒙古服饰)

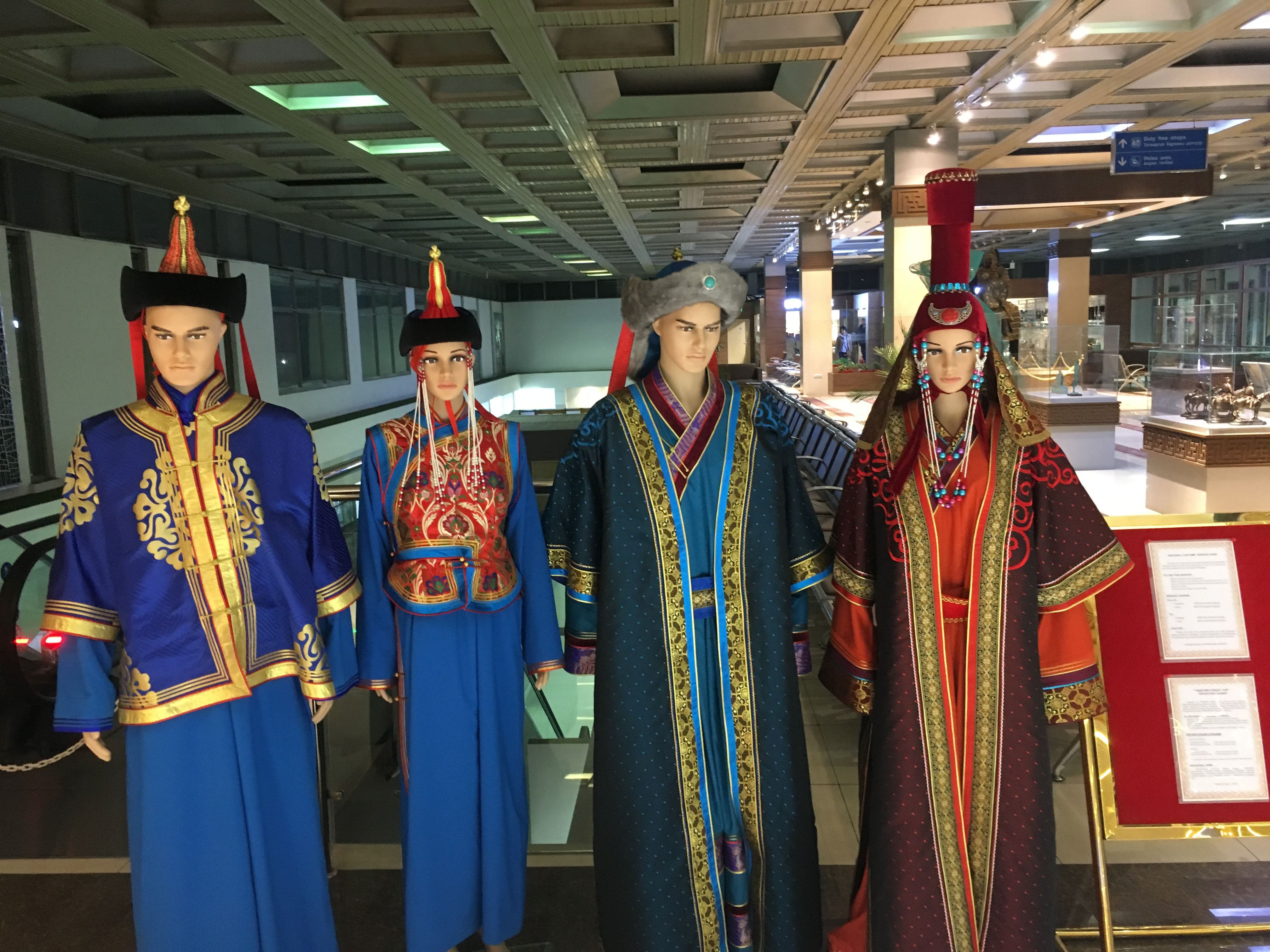
不同时代的德勒展示

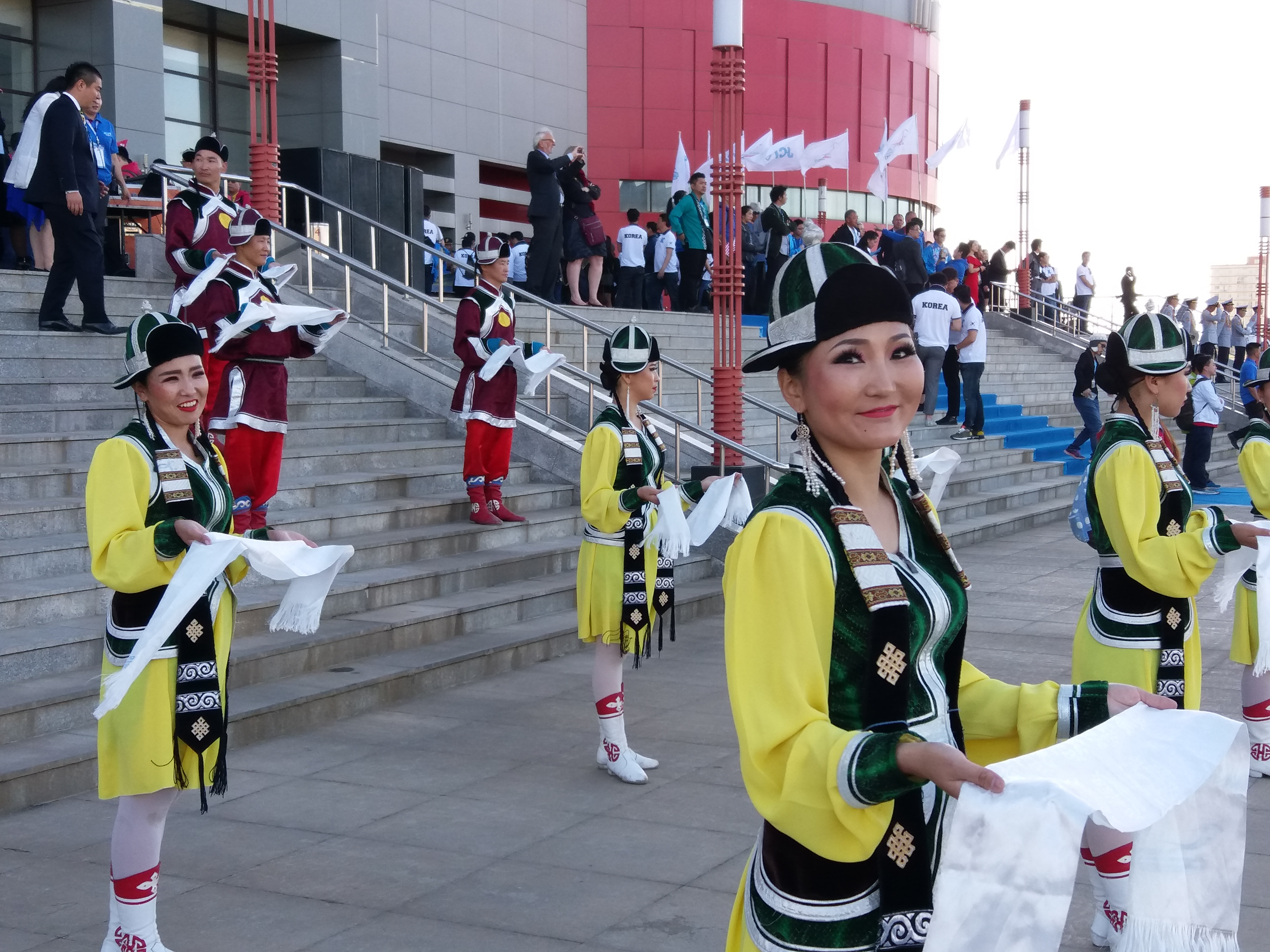
庆典上人们所穿的蒙古传统服飾，摄于蒙古国首都乌兰巴托。

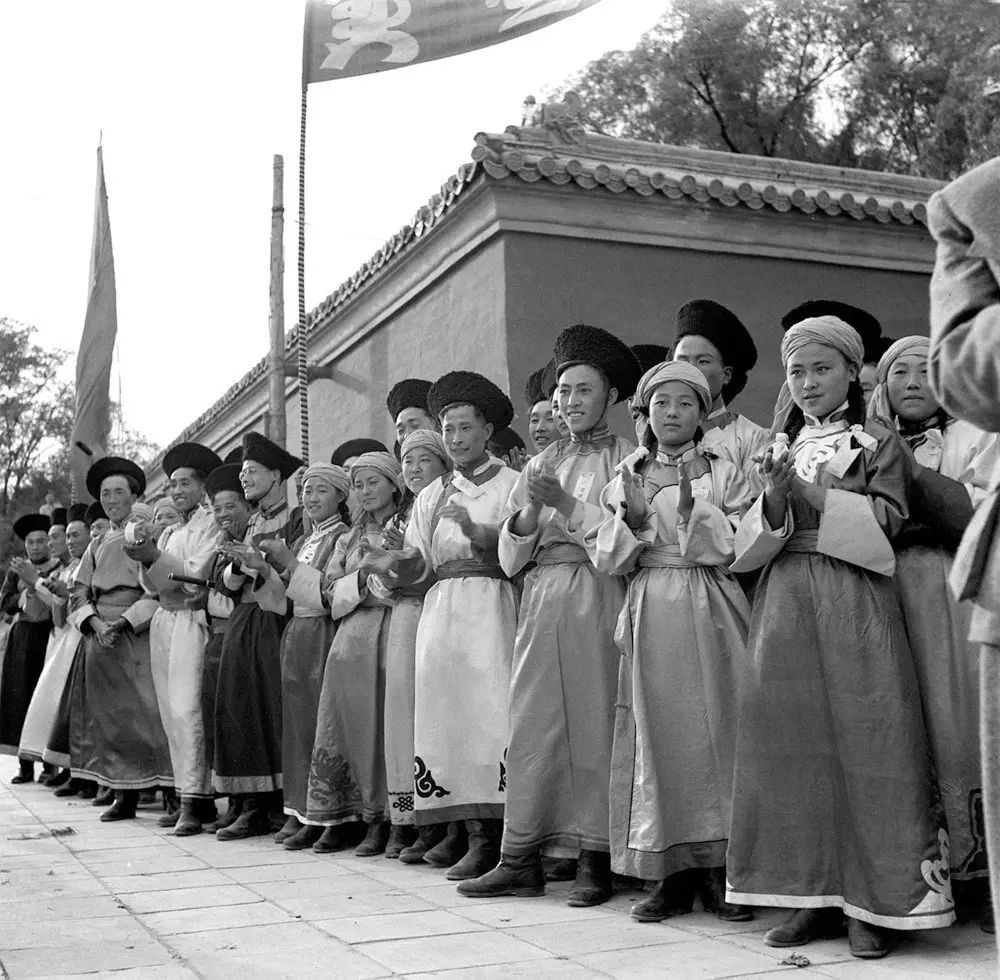
1950年10月，在北京参加国庆节活动的内蒙古文工团。男女团员皆穿蒙古袍，男戴帽、女纏頭巾。

德勒是一种蒙古族传统的長袍，流行于今日蒙古国以及中国蒙古族、俄罗斯布里亚特人等族群之中，而卫拉特的长袍样式与此有一些差异。德勒普遍用绵、丝、羊毛或绢制成。
德勒是蒙古遊牧民族的服裝，男女皆可穿，在大城镇之外非常普遍，尤其是牧人往往会穿这种服饰。而在城市里，几乎只有年长的人才会在平常穿着。此外，节日也会穿这种服饰。德勒的形制千變萬化，但無論哪種都是為了方便遊牧生活而被創造的，都極度輕便、穿著簡單。在蒙古國和中國內蒙古自治区，德勒和滿族服裝極度相似；在中亞、伊朗、印度，德勒又與土耳其式长衫、欧洲的丘尼卡很像。德勒下摆只及膝部，下部往往为蓝色、橄榄色或紫红色，內蒙古自治区等地的德勒往往會和馬褂一樣印有圓形福、寿字的紋樣，而在其他地區的紋樣則是吸收了當地的文化圖騰。有人認為，近代德勒“厂字襟盤扣”的形制深受清朝時期旗装的影響，不過亦有說法是滿人借鑒了蒙古服飾。